# Campionato europeo maschile under 21 di calcio 2000
Il campionato di calcio europeo Under-21 2000, 12ª edizione del Campionato europeo di calcio Under-21 organizzato dalla UEFA, si è svolto in Slovacchia dal 27 maggio al 3 giugno 2000. Il torneo è stato vinto dall'Italia.
Le fasi di qualificazione hanno avuto luogo tra il 4 settembre 1998 e il 29 marzo 2000 e hanno designato le otto nazionali finaliste. Tra queste è stata designata la Slovacchia quale nazione ospitante la fase finale.
Nei gironi di qualificazione le 47 rappresentative Under-21 partecipanti sono state divise in 9 gironi (7 gironi da 5 squadre e 2 da 6). Le vincenti dei nove gironi hanno poi disputato uno spareggio, con partite di andata e ritorno, con le migliori sette seconde di ogni gruppo (le composizioni degli otto spareggi sono state decise per sorteggio).
La fase finale in Slovacchia per la prima volta si è svolta in due gironi all'italiana, composti da quattro squadre ciascuno con partite di sola andata. Le due vincenti (Rep. Ceca e Italia) hanno disputato la finale del torneo il 3 giugno 2000, mentre le due seconde (Spagna e Slovacchia) si sono sfidate per l'assegnazione del 3º e 4º posto. Le semifinaliste si sono qualificate per le Olimpiadi di Sydney 2000.

## Qualificazioni

### Squadre qualificate
| Nazionale    | Partecipante in quanto                                     | Data di qualificazione | Partecipazioni precedenti al torneo                             |
| ------------ | ---------------------------------------------------------- | ---------------------- | --------------------------------------------------------------- |
| Italia       | Prima classificata del Gruppo 1 e vincitrice ai play-off   | 17 novembre 1999       | 10 (1978, 1980, 1982, 1984, 1986, 1988, 1990, 1992, 1994, 1996) |
| Turchia      | Prima classificata del Gruppo 3 e vincitrice ai play-off   | 16 novembre 1999       | Esordiente                                                      |
| InghilterraA | Prima classificata del Gruppo 5 e vincitrice ai play-off   | 29 marzo 2000          | 6 (1978, 1980, 1982, 1984, 1986, 1988)                          |
| Spagna       | Prima classificata del Gruppo 6 e vincitrice ai play-off   | 16 novembre 1999       | 10 (1978, 1980, 1982, 1984, 1986, 1988, 1990, 1994, 1996, 1998) |
| Paesi Bassi  | Seconda classificata del Gruppo 6 e vincitrice ai play-off | 17 novembre 1999       | 3 (1988, 1992, 1998)                                            |
| SlovacchiaB  | Prima classificata del Gruppo 7 e vincitrice ai play-off   | 17 novembre 1999       | Esordiente                                                      |
| Croazia      | Prima classificata del Gruppo 8 e vincitrice ai play-off   | 17 novembre 1999       | Esordiente                                                      |
| Rep. Ceca    | Seconda classificata del Gruppo 9 e vincitrice ai play-off | 17 novembre 1999       | 1 (1996)                                                        |

AL'Inghilterra doveva giocare un incontro andata e ritorno contro la Jugoslavia, ma la partita d'andata che si sarebbe tenuta a Belgrado fu cancellata a causa di tensioni politiche; in alternativa si propose di disputare la partita a Lussemburgo, ma essa fu cancellata per motivi di sicurezza. Si era dunque giocata solo la partita di ritorno al Mini Estadi di Barcellona, tenutasi il 29 maggio 2000 e vinta dagli inglesi 3–0.

BPur essendo la Slovacchia la nazionale ospitante, anch'essa ha dovuto superare i gironi di qualificazione e gli spareggi per poter accedere alla fase finale della competizione.

## Stadi
| Tehelné pole              | Tehelné pole     | Štadión Pasienky        | Štadión Pasienky        |
| Capienza: 30,087          | Capienza: 30,087 | Capienza: 8,632         | Capienza: 8,632         |
|                           |                  |                         |                         |
| Bratislava Trenčín Trnava |                  |                         |                         |
| Trenčín                   | Trenčín          | Trnava                  | Trnava                  |
| Stadio na Sihoti          | Stadio na Sihoti | Stadio Anton Malatinský | Stadio Anton Malatinský |
| Capienza: 22,079          | Capienza: 22,079 | Capienza: 18,500        | Capienza: 18,500        |
|                           |                  |                         |                         |

## Fase a gironi

### Gruppo A

#### Classifica
| Pos. | Squadra     | Pt | G | V | N | P | GF | GS | DR |
| ---- | ----------- | -- | - | - | - | - | -- | -- | -- |
| 1.   | Rep. Ceca   | 7  | 3 | 2 | 1 | 0 | 8  | 5  | +3 |
| 2.   | Spagna      | 5  | 3 | 1 | 2 | 0 | 2  | 1  | +1 |
| 3.   | Paesi Bassi | 3  | 3 | 1 | 0 | 2 | 3  | 5  | -2 |
| 4.   | Croazia     | 1  | 3 | 0 | 1 | 2 | 4  | 6  | -2 |

#### Risultati
| Arbitro: | Leslie Irvine |

|           |           |              |
| Luque 90’ | Marcatori | 55’ L. Došek |

| Arbitro: | Stéphane Bré |

|             |           |                                           |
| Miladin 20’ | Marcatori | 42’ van Bommel 83’ Vennegoor of Hesselink |

| Trnava 29 maggio 2000 | Spagna                       | 0 – 0 | Croazia | Stadio Anton Malatinský\| Arbitro: \| Valentin Valentinovič Ivanov \| |
| Arbitro:              | Valentin Valentinovič Ivanov |       |         |                                                                       |

| Arbitro: | Selearajen Subramaniam |

|                                 |           |             |
| Jankulovski 28’ Jarolím 54’ 82’ | Marcatori | 17’ Lurling |

| Arbitro: | Dieter Schoch |

|  |           |           |
|  | Marcatori | 5’ Angulo |

| Arbitro: | Karl-Erik Nilsson |

|                                                           |           |                        |
| L. Došek 42’ (rig) Baroš 56’ Petrouš 62’ (rig) Sionko 80’ | Marcatori | 4’ Šerić 59’ 87’ Tudor |

### Gruppo B

#### Classifica
| Pos. | Squadra     | Pt | G | V | N | P | GF | GS | DR |
| ---- | ----------- | -- | - | - | - | - | -- | -- | -- |
| 1.   | Italia      | 7  | 3 | 2 | 1 | 0 | 6  | 2  | +4 |
| 2.   | Slovacchia  | 7  | 3 | 2 | 1 | 0 | 5  | 2  | +3 |
| 3.   | Inghilterra | 3  | 3 | 1 | 0 | 2 | 6  | 4  | +2 |
| 4.   | Turchia     | 0  | 3 | 0 | 0 | 3 | 2  | 11 | -9 |

#### Risultati
| Arbitro: | Herbert Fandel |

|                               |           |  |
| Comandini 24’ Pirlo 45’ (rig) | Marcatori |  |

| Arbitro: | Karl-Erik Nilsson |

|                        |           |           |
| Greško 6’ Čišovský 68’ | Marcatori | 63’ Ahmet |

| Arbitro: | Dieter Schoch |

|             |           |            |
| Baronio 17’ | Marcatori | 73’ Babnič |

| Arbitro: | Stéphane Bré |

|                                                                  |           |  |
| Lampard 27’ Jeffers 45’ Cort 66’ King 73’ Mills 77’ Campbell 90’ | Marcatori |  |

| Arbitro: | Valentin Valentinovič Ivanov |

|            |           |                                           |
| Bülent 56’ | Marcatori | 14’ Spinesi 35’ (rig) Baronio 83’ Ventola |

| Arbitro: | Herbert Fandel |

|  |           |                       |
|  | Marcatori | 67’ Babnič 74’ Németh |

## Finale per il 3º- 4º posto
| Arbitro: | Leslie Irvine |

|            |           |  |
| Ferrón 58’ | Marcatori |  |

## Finale
| Arbitro: | Karl-Erik Nilsson |

| |              | |
| T. Došek 51’ | Marcatori    | 42’ (rig) 81’ Pirlo |
| · Aleš Chvalovsky P 1 · 42’ Roman Týce D 6 · Adam Petrouš D 3 · Roman Lengyel D 5 · 80’ Tomáš Ujfaluši D 8 · Marek Heinz C 19 · 65’ David Jarolím C 15 · Lukáš Došek C 2 · Marek Jankulovski C 9 · Tomáš Došek A 10 · 61’ Libor Sionko A 7 | Formazioni   | · 12 P Christian Abbiati · 2 D Alessandro Grandoni 63’ · 4 D Marco Zanchi · 15 D Bruno Cirillo · 6 C Gennaro Gattuso 72’ · 8 C Roberto Baronio · 17 C Cristiano Zanetti 85’ · 13 C Francesco Coco · 10 C Andrea Pirlo · 7 A Gianni Comandini 73’ · 20 A Gionatha Spinesi 90’ |
| · 68’ Zdeněk Grygera D 4 · 80’ Jan Polák C 12 · 61’ Milan Baroš A 11 | Sostituzioni | · 16 C Ighli Vannucchi 90’ · 18 C Fabio Firmani 85’ · 9 A Nicola Ventola 73’ |
| Karel Brückner | Allenatori   | Marco Tardelli |

Uomo partita:  Andrea Pirlo

## Squadre qualificate alle Olimpiadi
Italia
 Rep. Ceca
 Spagna
 Slovacchia

## La rosa della Nazionale italiana

Andrea Pirlo, capocannoniere del torneo con 3 reti

Allenatore:  Marco Tardelli
| N. | Pos. | Giocatore           | Data nascita (età) | Pres. | Squadra     |
| -- | ---- | ------------------- | ------------------ | ----- | ----------- |
| 1  | P    | Morgan De Sanctis   | 26 marzo 1977      | 0     | Udinese     |
| 2  | D    | Alessandro Grandoni | 22 luglio 1977     | 4     | Torino      |
| 3  | D    | Luca Mezzano        | 1º agosto 1977     | 10    | Brescia     |
| 4  | D    | Marco Zanchi        | 15 aprile 1977     | 4     | Udinese     |
| 5  | D    | Matteo Ferrari      | 5 dicembre 1979    | 0     | Bari        |
| 6  | C    | Gennaro Gattuso     | 9 gennaio 1978     | 4     | Milan       |
| 7  | A    | Gianni Comandini    | 18 maggio 1977     | 4     | Vicenza     |
| 8  | C    | Roberto Baronio     | 11 dicembre 1977   | 4     | Reggina     |
| 9  | A    | Nicola Ventola      | 24 maggio 1978     | 2+2   | Bologna     |
| 10 | A    | Andrea Pirlo        | 19 maggio 1979     | 3     | Reggina     |
| 11 | C    | Simone Perrotta     | 17 settembre 1977  | 0+2   | Bari        |
| 12 | P    | Christian Abbiati   | 8 luglio 1977      | 4     | Milan       |
| 13 | D    | Francesco Coco      | 8 gennaio 1977     | 4     | Torino      |
| 14 | D    | Claudio Rivalta     | 30 giugno 1978     | 0     | Perugia     |
| 15 | D    | Bruno Cirillo       | 21 marzo 1977      | 3     | Reggina     |
| 16 | C    | Ighli Vannucchi     | 5 agosto 1977      | 1+3   | Salernitana |
| 17 | C    | Cristiano Zanetti   | 14 aprile 1977     | 4     | Roma        |
| 18 | C    | Fabio Firmani       | 26 maggio 1978     | 0+1   | Vicenza     |
| 19 | C    | Marco Rossi         | 1º aprile 1978     | 0     | Salernitana |
| 20 | A    | Gionatha Spinesi    | 9 marzo 1978       | 1+2   | Bari        |

## Classifica marcatori
3 gol
- Andrea Pirlo

2 gol
- Igor Tudor
- Roberto Baronio

- Lukáš Došek
- David Jarolím

- Peter Babnič

1 gol
- Anthony Šerić
- Darko Maladin
- Andy Campbell
- Carl Cort
- Francis Jeffers
- Ledley King
- Frank Lampard
- Danny Mills
- Gianni Comandini

- Gionatha Spinesi
- Nicola Ventola
- Mark van Bommel
- Anthony Lurling
- Jan Vennegoor of Hesselink
- Milan Baroš
- Tomáš Došek
- Marek Jankulovski
- Adam Petrouš

- Libor Sionko
- Vratislav Greško
- Szilárd Németh
- Marián Čišovský
- Miguel Ángel Angulo
- Jordi Ferrón
- Albert Luque
- Ahmet Dursun
- Bülent Akın